# Rheinzink
Die Rheinzink GmbH & Co. KG (Eigenschreibweise: RHEINZINK) ist ein international tätiges Unternehmen des Grillo-Konzerns. Am Standort Datteln produziert das Unternehmen Titanzink, ein Ausgangsmaterial für die Herstellung von Dach-, Fassaden- und Dachentwässerungsprodukten sowie zur Verkleidung von Bauteilen, die dem übergreifenden Brandschutz dienen.

## Geschichte
Rheinzink wurde im Jahre 1966 von den Unternehmen Grillo, Stolberger Zink sowie den Vereinigten Deutschen Metallwerken gegründet. Ziel war es das Hüttenzink, das nach dem Paketwalzverfahren produziert wurde, durch ein neues Herstellungsverfahren abzulösen und so eine dauerhaft standfeste Zinklegierung zu produzieren.
Als erster Bauzinkhersteller in Europa ersetzte Rheinzink das traditionelle Paketwalzverfahren durch die kontinuierliche Breitband-Gieß-Walzstraße. Das Unternehmen verfügt über eine Fertigungskapazität von circa 160.000 Jahrestonnen und beschäftigt rund 800 Mitarbeiter. Weltweit ist Rheinzink in 30 Ländern und auf fünf Kontinenten tätig und hat sechs Vertriebsniederlassungen in Deutschland: Berlin, Bochum, Erfurt, Kaiserslautern, Hamburg und Hannover.

## Produkte
Elektrolyt-Feinzink mit einem Reinheitsgrad von 99,995 Prozent, ergänzt um bestimmte Anteile an Kupfer und Titan, wird in einem einzigen kontinuierlichen Arbeitsgang geschmolzen, gegossen und in gleichmäßiger und störungsfreier Materialgüte als Coil auf eine Stahlhülse gewickelt. In der Weiterverarbeitung werden unterschiedliche Dach-, Fassaden- und Dachentwässerungssysteme sowie verschiedene Architekturdetails hergestellt. Die Fassadensysteme können in Falz-, Paneel-, Profil- und Kassettensysteme eingeteilt werden.

## Empfangsgebäude
Am 29. September 2009 wurde als Empfangsgebäude des Hauptsitzes in Datteln eine Villa des Architekten Daniel Libeskind eröffnet.